# الهندوسية في سريلانكا
الهندوسية هي واحدة من أقدم الديانات في سريلانكا ، حيث يعود تاريخ المعابد إلى آلاف السنين. اعتبارًا من عام 2011 ، شكل الهندوس 12.6 ٪ من سكان سريلانكا. هم تقريبًا التاميل ، باستثناء مجتمعات المهاجرين الصغيرة من الهند وباكستان (بما في ذلك السند والتيلوجوس والمالياليين). كما كان للهندوسية تأثير كبير على البوذية ، التي يمارسها غالبية السنهاليين.

## التركيبة السكانية التاريخية
وفقًا لتعداد عام 1915 ، شكل الهندوس حوالي 25 ٪ من سكان سريلانكا (بما في ذلك العمال بعقود جلبهم البريطانيون). تسود الهندوسية في المقاطعات الشمالية والشرقية (حيث يظل التاميل أكبر عدد من السكان) ، والمناطق الوسطى ، وكولومبو ، العاصمة. وفقًا لتعداد عام 2011 ، يوجد 2,554,604 هندوسًا في سريلانكا (12.6 ٪ من سكان البلاد). خلال الحرب الأهلية السريلانكية ، هاجر العديد من التاميل. المعابد الهندوسية ، التي بناها التاميل السريلانكيون في الشتات ، تحافظ على دينهم وتقاليدهم وثقافتهم.
يتبع معظم الهندوس السريلانكيين مدرسة Siddhanta من Shaivism ، ويتبع البعض Shaktism. سريلانكا هي موطن لخمسة مساكن في شيفا: بانشا إيشوارامز ، الأماكن المقدسة التي بناها الملك رافانا. موروغان هو أحد الآلهة الهندوسية الأكثر شهرة في البلاد ، وقد كرّمه التاميل الهندوس ، كما يبجل السنهاليون البوذيون والسكان الأصليون الفيدا التسليم المحلي للإله ، كاثاراغاما «ديفيو».